# マルコによる福音書
マルコによる福音書（マルコによるふくいんしょ、古希: Εὐαγγέλιον κατὰ Μάρκον、ギリシア語ラテン翻字: Euangélion katà Márkon、羅: Evangelium secundum Marcam）は、新約聖書の正典福音書の2番目の書物。
2世紀半ば以降、伝統的に新約聖書の巻頭を飾る『マタイによる福音書』の次におさめられ、以下『ルカによる福音書』、『ヨハネによる福音書』の順になっている。ただし、本福音書を4番目とする例がある。執筆年代は、伝承によるとペトロの殉教の年といわれる65年から『ルカ福音書』の成立時期である80年ごろの間であると考えられる。本福音書は、『マタイによる福音書』、『ルカによる福音書』と共に「共観福音書」とよばれ、四つの福音書の中でもっとも短い。マルコ福音書、マルコ伝、あるいは単に「マルコ」とも呼ばれる。高等批評の立場からは正典福音書のうち最も古くに書かれたものであるとされている。

## 著者・成立年代

### 著者
『マルコによる福音書』本文は著者を明示していない。
教会の最古の伝承によると、ペトロからイエスの生涯について聞き取ったマルコが、本福音書を記したとされてきた。この伝承は2世紀のパピアスから来ている。なお、パピアスの資料は現存しておらず、カイサリアのエウセビオスの以下のような引用によってのみ知られている。
長老たちによれば、マルコはペトロの通訳になり、ペトロの記憶していたことを忠実に記録したという。しかし、それは決してイエスの生涯における時間の流れに正確に沿ったものではなかった。マルコ自身はイエスに会ったことはなく、ペトロからイエスについて聞いたのである。しかしペトロの言葉も聴く人々のその時々の必要に応じたものであって、決してイエスの言葉を体系的にまとめることを意図していなかった。マルコ自身に関していうなら、彼はペトロから聞いたことを忠実に記録し、決して自ら加筆修正することはなかった。—エウセビオス『教会史』3.29.15
エウセビオスによれば、マルコの記録は単なるイエスの語録集であって、現在の福音書のようにまとまってはいなかったという。
批判的な学者のほとんどは、本福音書がペトロの説教に基づいているというパピアスの主張を受け入れていない。批判的な見方は、著者をイエスに近い人物であるペトロに結びつけたのは本書の権威づけのためである、としている。上の記述についていわゆる『Q資料』を指しているという説もある。
2世紀のアレクサンドリアのクレメンスから20世紀前半に至るまで、『マルコ福音書』がローマで書かれたとするのが長らく定説であったが、現在ではおそらくシリアのどこか、という説が有力になっている。ローマ説の根拠は『マルコ福音書』のギリシャ語にラテン語の影響が見られることであったが、それはローマ帝国内のどこでも言えるからである。それ以上にパピアスのいう「マルコ」が誰かよくわからないという問題がある。『ペトロの第1の手紙』5:13でも協力者マルコについて言及されているが、マルコというのは1世紀では非常にありふれた名前だった。
『マルコによる福音書』ではガリラヤの地理に関する記述で混乱や誤りが見られる。これは著者あるいは著者に情報を提供したものがガリラヤの地理に明るくなかったことを意味しており、その点でもペトロの情報をもとにしたとは言い難い。 また、もう一つの根拠であったローマでのキリスト教徒への迫害との関連でも、迫害は散発的にローマ以外でも起きていたため、根拠にはなりがたい。結局、『マルコ福音書』の著者が誰で、どこで書かれたかに関してはなんら決め手がないのである。
ほとんどの学者は、本福音書の著者を未詳としている。

### 成立年代
本文の中で「小黙示録」といわれる箇所（13:1-2）を紀元70年のユダヤ戦争によるエルサレム神殿の崩壊に結びつけて、70年以降の成立とみるのが伝統的な解釈であった。しかし現代の聖書学者たちはルカやマタイの神殿預言とも比較した上で、『マルコ福音書』の成立年代を70年〜73年ごろに確定することは難しいと見る。現代主流となっているのは、65年〜70年ごろの成立という説であるが、その直後71〜75年であるとする学者も多数いる。

### 対象読者
伝承では、『マルコ福音書』はラテン語を母語とするヘレニストの著者によってローマ帝国内のギリシャ語話者を対象に書かれたと考えられてきた。その理由としてユダヤ教の習慣が非ユダヤ教徒向けに解説されていること（たとえば7:1-4など）、アラム語の単語に解説がつけられていること、また他の福音書にはみられないラテン語的なギリシャ語表現が含まれていることなどであり、これらからマルコ福音書の著者はギリシャ語を外国語として用いたと考えられてきた。
著者がヘレニストなのは文章表のほか、文章の内容からも推察できる。たとえば、サンヘドリンが陰謀をめぐらしてイエスに罪を着せ、処刑に陥れたというくだりは後世において反ユダヤ主義の論拠として利用された。また、ファリサイ派を徹底的に悪者として描く筆致からも明らかに対象が非ユダヤ人、もしくはヘレニズムの影響を強く受けたアレクサンドリアなどのユダヤ人などであるとわかる。さらに『マルコ福音書』の著者は他の共観福音書と同様に旧約聖書を七十人訳聖書から引用している。ただ、上記のようなことから『マルコ福音書』が単純に反ユダヤ的色彩を持っているとは言い切れない。福音書の中でイエスの姿は伝統的なユダヤ教の救世主観にそって描かれている。

## 本文批評

### 資料について
『マルコ福音書』を分析すると、もともと口述されたとうかがわせる部分がある。たとえば「すぐに」εὐθύς（euthus）という言葉が42回使われているが、これは他の福音書ではあまりみられず、ルカ伝7回、ヨハネ伝4回に過ぎない。「すぐに」という表現は、ギリシャ語に特有の過去のことを現在法で記述する「歴史的現在」という用法と関連があり、口語表現の顕著な特徴である。また、「再び」（パリン）という言葉も話をつなぐために多く使われていることや、「読者は理解せよ」という13章14節で突如あらわれる著者からの呼びかけなどから、もともと口述されたものを記録したと思わせる表現は多い。

### マルコ優先説

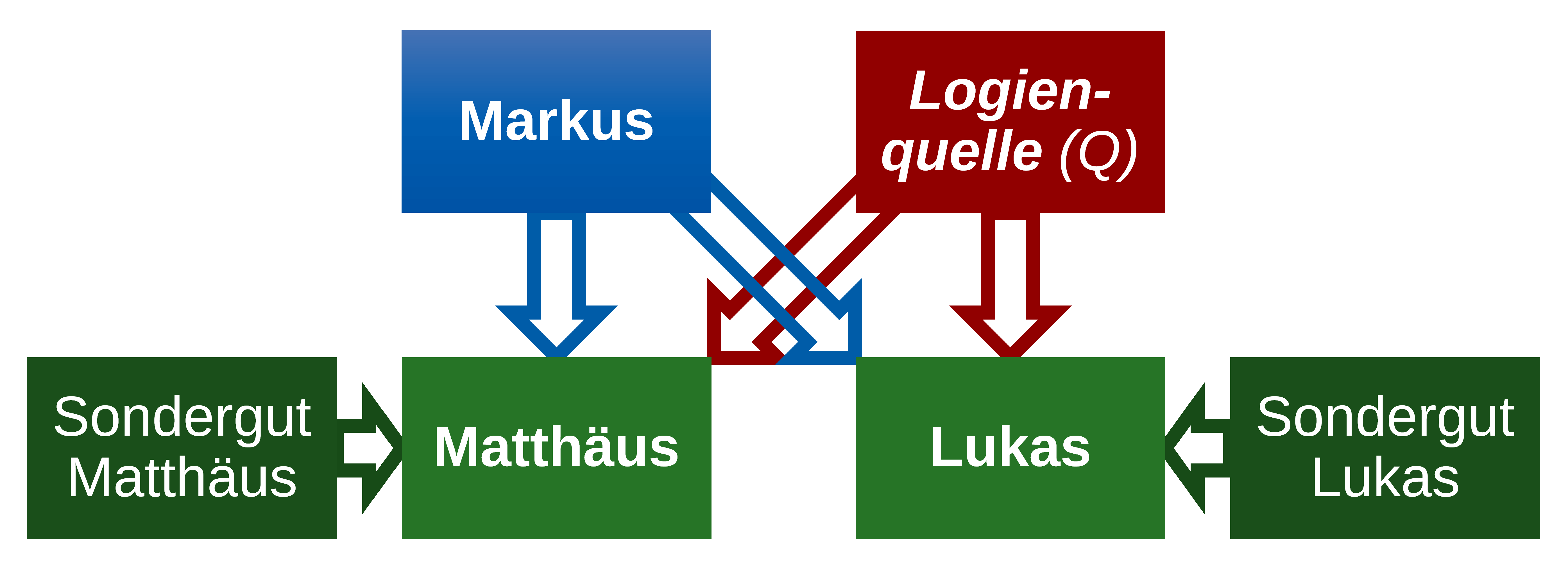
福音書成立の概念図

高等批評の立場からは、4つの正典福音書の中でマルコ福音書が一番最初に書かれたとする（マルコ優先説）。マルコ優先説は現在の大多数の学者の支持を得ている。この説ではマルコ書を参考に、またもう一つ別のイエスの語録集（Q資料）を利用して、『マタイによる福音書』と『ルカによる福音書』がそれぞれ著述されたとする。マタイ書とルカ書に関するこの仮説は、マルコ書とQ資料の二つの資料を基にしているので、「二資料仮説」（二資料説）とも呼ばれる。
キリスト教の歴史の大半を通じて、マルコ福音書は他の福音書に比べて軽視される傾向にあった。その理由は、（1）十二使徒の一人マタイが著者であると信じられてきた「マタイ福音書」に圧倒的な権威が置かれたこと、（2）内容の充実している「マタイ福音書」を「要約」したものが「マルコ福音書」であるという説が教会に浸透していたこと、などにある。しかし、マタイ、マルコ、ルカの共観福音書のうち、最初に書かれたのが素朴な『マルコによる福音書』であると言う「マルコ優先説」をカール・ラハマンが提出（1835年）して以来、マルコ優先説がプロテスタントの中でも高等批評の立場に立つ聖書学の主流を占めるようになり、共観福音書の中で最古の重要資料であるという認識がされるようになった。現在はカトリックやプロテスタントの中でも高等批評の立場に立つ聖書学者の間では「二資料仮説」が主流となっている。
こうした議論を踏まえ、イエスの歴史的実像を文献学的に追求しようとする史的イエス研究においても最古の資料であるとして、重要視する研究者も多い。
もっとも、『マタイ福音書』のアラム語版の存在を仮定しマタイが先行する福音書であるという旧来の説を補強し続ける研究者なども少数派ながら存在し、今なお「マルコ優先説」に対して批判が試みられ続けている。

### 本文批評問題
『マルコ福音書』には、いくつかの重要な本文批評上の問題がある。
- 冒頭（1:1）の「神の子」という句は、最も議論の多い箇所のひとつである。ℵ元記とオリゲネス等の古代教父の引用にこの句がないことから、ネストレ・アーラント25版まではこの句を採用していない。しかし、26版以降、［ ］付き（校訂者が最終判断を留保する意）で本文に加えられた。邦訳聖書のほとんどは従来からこの句を採用している。一部に、「異本にこの句を欠く」等の注がある。『マルコ福音書』ではイエスが「神の子」であると自ら名乗る描写はない。

- 1章41節の記述で、皮膚病（ハンセン病）の者がイエスに病平癒を求めると「イエスは深く憐れんで、手を差し伸べてその人に触れ、『私は望む。清くなれ』と言われると、らい病が去って、その人は清くなった」（1:41-2、聖書協会共同訳による）とする部分について、「深く憐れんで」を「憤慨しながら（または 怒りながら）」とする写本群が存在する（D(5世紀)、古ラテン語訳a写本(4世紀)、同ff2(5世紀)、同r1元記(7世紀)など）。「憐れんで」の方を採用するのが一般的で多くの日本語訳聖書はそれに従っているが、塚本虎二訳、田川建三訳などは「怒りながら」を採用している[8]。マルコ福音書ではこの話の後、イエスは病が治っても奇跡のことは口外しないように求めたが、その者がイエスの奇跡のことを吹聴してしまったため、病平癒を希望する者や悪魔祓いを希望する者がイエスの元に殺到し、イエスは町にいられなくなったという話が続く。人に憑りつき病をもたらす悪霊にイエスは「憤慨」したのか、人前で奇跡を求められたことに「憤慨」したのか、自分が呪術師か何かだと扱われたことに「憤慨」したのかは不明。

- 15:34の十字架刑で絶命するイエスの叫び「エロイ、エロイ、レマ、サバクタニ」(聖書協会共同訳)は、これがヘブライ語かアラム語かという問題が絡み、写本の異読が多い。翻訳聖書で問題になるのは、3語目をヘブライ語の“lama”とするか(B、Θ、059など)、アラム語の“lema”とするか(ℵ、C、L、D、Ψなど)である。ネストレ・アーラントは25版までは前者を採用していたので口語訳などは「ラマ」とし、26版以降は後者を採るように変わったので新共同訳、聖書協会共同訳などは「レマ」としている。

- 古くから多くの議論がなされてきたのは福音書の結末部分（16:9以降）である。マルコ福音書には下記のように写本によって結末が数種類存在する。

（1）16:8 を結末として終わっている写本群。ℵ、B、小文字写本304、シリア語シナイ写本など。及びエウセビオスの証言。
（2）「長い結尾 Longer Conclusion」（16:9-20）と呼ばれる結末だけを持つ写本群。A、C、D、W、Θ、f1、f13、33、2427など。
（3）「短い結尾 Shorter Conclusion」と呼ばれる全く別の結末部分だけを持つ写本。古ラテン語訳k写本。
（4）「短い結尾」の後に「長い結尾」を付加している写本群。残る大部分の写本。
現在の本文批評においては、16:8で終わっている写本群が数種の有力で良質な古写本を含んでいること、さらに「長い末尾」も「短い末尾」も独自の内容を持たず他の福音書の結末部分から後の時代に作成および付加されたと推測されることなどから、16:8までが『マルコ福音書』の元来の本文だったとするのが最も有力な説である。しかし、16:8で福音書が終わるとすると、墓からキリストの遺体が消え復活を示唆する内容でこの福音書が終わっていたことになり、キリストの復活の描写が全くない唐突な終わりというキリスト教徒からすれば違和感が否定できないため、著者の殉教などにより福音書が未完に終わったとする説や、写本流布の前に著者の原稿が損傷し結末部分が失われたとする説などがある。一方でこの福音書が書かれたとき復活に関する証言が錯綜していてどれが正統か定まっておらず敢えて書かなかったとするなど、結末部分としては一見不釣合いな唐突な終わり方こそ『マルコ福音書』の著者の本来の意図であると主張する学者などもおり、各種の議論が行われている。

## 内容

### 病人を癒す
イエスは、「汚れた霊」に憑かれた者、熱病の者、皮膚病の者などに対して、言葉で命じるだけで、あるいは触れるだけで彼らを癒したという記述がある。このほかにも多くの病人を癒したことについて福音書は伝えている。（1章21–45節など）

### 徴税人を弟子にする
イエスは民衆の間で説教をしているとき、徴税人レビ（マタイ）に、立って自分の弟子になるよう言った。マタイはこれに従った。イエスがレビの家で、多くの徴税人や罪人たちと食事をしていたが、ファリサイ派の律法学者らはこれを良く思わなかった。これに対してイエスは、医者を必要とするのが病人であるように、自分が来たのは罪人を招くためであると答えた。（2章13–17節）

### 灯火の譬え
イエスは、灯火は枡や寝台の下ではなく燭台の上に置かれるように、「隠れているもので、あらわにならないものはなく、秘められたもので、公にならないものはない」と言った。このほかにもイエスは、「種を蒔く人の譬え」など多くの譬え話をした。（4章1–34節）

### 人から出るものが人を汚す
ファリサイ派の人々は昔の人の言い伝えに従って、手を洗ってからでないと食事をしない習慣があった。そして彼らは、イエスの弟子たちが食事の前に手を洗わないのを咎めた。イエスはファリサイ派の人々について、神の掟を捨てて人間の教えばかり気にしていると言って嘆いた。そして人々を呼び寄せ、人の体の外から来るものではなく、むしろ人の心の中から出る悪い思い、淫行、盗み、殺意、貪欲、悪意、欺き、悪口、傲慢、無分別などが人を汚すのだと教えた。（7章1–23節）

### 自分を捨てる
福音書は、イエスは弟子たちに対して自分の死と復活を予め告げた。ペトロがイエスの身を案じてこれに反対すると、イエスはこのように言った。「サタン、引き下がれ。あなたは神のことを思わず、人間のことを思っている。」続けてイエスは、誰でもイエスに従おうとする者は自分を捨てて、自分の十字架を背負って来るようにと言った。そして、自分の命を救おうとする者はそれを失い、イエスと福音のために失う者は、それを救うと言った。（8章31–38節）

### 神殿から商人を追い出す
イエスはエルサレムの神殿に入り、そこで売買していた人々を追い出し、両替人の台や鳩を売る人の座をひっくり返した。そして、このように書いてあると言った。
「『わたしの家は、すべての国の人の祈りの家と呼ばれるべきである。』ところが、あなたたちはそれを強盗の巣にしてしまった。」—マルコによる福音書11章7節（新共同訳）

### 権威について
イエスたちはエルサレム神殿を歩いていると、祭司長、律法学者、長老などが来て、何の権威でこのようなことをするのかとイエスに問うた。イエスは彼らに対して、洗礼者ヨハネが洗礼を授けたのは天からの権威によるのか、あるいは人からの権威によるのか、と聞き返した。（11章27–33節）

### 皇帝のものは皇帝に、神のものは神に
ファリサイ派やヘロデ派の人々が、イエスを陥れようとして、皇帝に税金を納めることはユダヤの律法に適っているかと聞いた。イエスは、皇帝の像がある硬貨を示して、皇帝のものは皇帝に、神のものは神に帰すようにと答えた。（12章13–17節）

### 最も重要な掟
イエスは律法学者との問答の中で、次のように言った。第一の掟は「心を尽くし、精神を尽くし、思いを尽くし、力を尽くして、あなたの神である主を愛しなさい（新共同訳）」であり、第二の掟は「隣人を自分のように愛しなさい」である。律法学者もまた、これらがどんな捧げ物よりも優れていると同意し、イエスもこれを認めた。（12章24–38節）

### 十字架
イエスはユダに裏切られ、逮捕され、最高法院に引き渡された（14章）。その後ピラトのもとで十字架にかけられ、墓に葬られた（15章）。女性たちがイエスの墓参に訪れるがイエスの遺体はなく、代わりに若者が佇んでいた。若者はイエスが復活したと告げるが、彼女らは恐怖に駆られ墓から逃げ出した（16章8節迄）。

### 復活と大宣教命令
イエスは復活し、「全世界に出て行き、すべての作られた者に、福音を宣べ伝えなさい」と命令した（大宣教命令）。ただし既述の通り、この部分は後世に何者かが加筆したと見られる。

## 特徴
『マルコ福音書』には他の福音書などとは異なるいくつかの特徴がある。以下に主なものをあげる。
- 『マルコ福音書』では、マタイやルカにあるようなイエスの系図や幼年時代、あるいは洗礼者ヨハネの誕生に関する物語が一切なく、イエスの公生活から始まる。
- イエスはみずからを「人の子」と呼ぶ。これはマルコのキリスト論の核心を示す表現とも言える。『イザヤ書』52章から53章の「苦難の僕」の箇所にあらわれる「人の子」との共通点も指摘される。マルコがイエスを「苦難の僕」と結びつけ、栄光に入ることを示唆するように、キリスト教徒に対して迫害に耐えるよう励ます意図があると考えられる。
- イエス受難に際してイエスを裏切った男たちと架刑に付き従った女たちの対比、長血病みの女の信仰とペテロの不信仰の対比、イエスによるベタニアの女への称賛とペテロへの非難のように、女性信徒を男性信徒よりも高く評価する構造をとっている[11]。
- 1:12-13の「荒れ野での誘惑」では、マタイやルカの並行箇所と違って、サタンにセリフや具体的な行動の描写がなく、サタンの試みにあわれたと簡潔である。
- 2:27「安息日が人のためにつくられた、人が安息日のためにつくられたのでない」というイエスの言葉は過激すぎると思われたのか、マタイとルカの並行箇所では記述されていない。
- 3:21ではイエスの家族が、イエスの気が狂ったと考えた。
- 共観福音書の中でたとえ話が12ともっとも少ない。
- 5:13の悪霊（レギオン）が豚の群れにのりうつる話でマルコのみが二千頭という数字を記す。
- 6:3では福音書の中で唯一、イエスが「マリアの子」であると記述される。
- 女性が癒される話が二つ続くが、どちらでも12という数字が用いられる。（5:25、5:42）
- 6:9-10で弟子を派遣する際に「杖とはきもの」の携行を許すが、マタイとルカの並行箇所（9:3、10:4）ではそれらも許されない。
- 6:14-29にヘロディアの娘と洗礼者ヨハネに関する話の最も長いバージョンを含む。
- 7:33ではイエスが指につばをつけて癒す。
- 8:22ではイエスは目の見えない人をいやすために二度手をおかなければならなかった。
- 「メシアの秘密」というモチーフ（1:32-34、3:11―12）はマルコのみ現れる。悪魔たちはイエスが神の子と知っている。
- 『ヨハネ福音書』などと違い、「イエスの愛する弟子」は存在しない。
- 共観福音書で唯一、「主の祈り」がない。
- 14:51でイエスの捕縛時、一人の若者が裸で逃げていく。
- 14:56ではイエスへの偽証はことごとく失敗する。
- 14:62ではイエスははっきりと自分がメシアであることを宣言。
- 14:72では鶏は「二度」鳴いた。
- 15:17ではイエスは王であることを示す紫の服を着せられる。マタイの並行箇所(27:28)では兵士に支給されていた赤いマントを着せられる。
- 15:21ではキレネのシモンの息子たちの名前が記されている。
- 15:44では百人隊長がイエスの死を確認する。
- 16:3では女性たちが「誰が墓石を転がしてくれるだろう」といいあう。
- 16:5では墓の中、右手に白い長い衣を着た若者が座っている。
- 若者からイエスの復活を告知され「婦人たちは墓を出て逃げ去った。震え上がり、正気を失っていた。そして、だれにも何も言わなかった。恐ろしかったからである。」(16:8, 訳文は新共同訳による)。

以下の節は既述の通り、後世に何者かが加筆したと見られる
- 16:15 大宣教命令：「それから、イエスは彼らにこう言われた。『全世界に出て行き、すべての作られた者に、福音を宣べ伝えなさい。』」
- 16:18では復活したイエスが弟子たちに蛇をつかみ、毒を飲んでも害がないという。

### サンドイッチ形式
5:21-43では、まず21-24でヤイロの娘の話があった後、25-34で話題がイエスの服に触れる長血の話に転じてから、35-43でヤイロの娘の話の結末が語られる。
このように一つの話をふたつに分割して、間に別の話を挿入するサンドイッチ形式(A1-B-A2)をマルコは好んでおり、福音書全体で約9回現われる。イスカリオテのユダやペテロによる裏切りの描写は、ベタニアの女の物語とイエス復活の証人となった3人の女の物語の間に挟まれており、女性信徒が男性信徒よりも積極的に評価されている。
- 《イエスの家族、ベルゼブル論争》3:20-35
- 《種まく者の譬、譬話論》4:1-20
- 《ヤイロの娘と長血の女の癒し》5:21-43
- 《十二人の派遣、洗礼者ヨハネの死》6:7-30
- 《いちじくの木の呪い、神殿商人に対する攻撃》11:12-21
- 《イエス逮捕の陰謀、ベタニア塗油》14:1-11
- 《最後の晩餐、ペテロの裏切りの予告》14:17-31
- 《大祭司の裁判、ペテロの否認》14:53-72
- 《ガリラヤから共に来た女たち、イエスの埋葬》15:40-16:8

### 受難節の１週間
福音書の11章以下を下記のように振り当て、イエスのエルサレム滞在から十字架刑での死までを記録しているとする読み方がある。
- 日曜日：11:1以下
- 月曜日：11:12以下
- 火曜日：11:20以下
- 水曜日：14:1以下
- 木曜日：14:12以下
- 金曜日(十字架刑の日)：15:1以下
- 土曜日(安息日、休日)：15:42以下
- 日曜日(復活の日)：16:2以下

一方でこうした読み方を批判する研究者もいる。